# Shake Some Action
Shake Some Action è un album del gruppo musicale statunitense Flamin' Groovies, pubblicato dall'etichetta discografica Sire nel giugno 1976.
L'album è prodotto da Dave Edmunds.

## Tracce

### Lato A
1. Shake Some Action
2. Sometimes
3. Yes It's True
4. St. Louis Blues
5. You Tore Me Down
6. Please Please Girl
7. Let the Boy Rock 'n' Roll

### Lato B
1. Don't You Lie to Me
2. She Said Yeah
3. I'll Cry Alone
4. Misery
5. I Saw Her
6. Teenage Confidential
7. I Can't Hide